# Dynamite (píseň, Taio Cruz)
Dynamite je píseň anglického R&B zpěváka Taio Cruze. Píseň pochází z jeho druhého alba Rokstarr. Produkce se ujali producenti Dr. Luke a Benny Blanco.

## Hitparáda
| Žebříček  | Příčka |
| --------- | ------ |
| Kanada    | 1      |
| Austrálie | 1      |
| USA       | 2      |
| Anglie    | 1      |
| Česko     | 5      |

| "Green Light" od Roll Deep                         | Anglické #1 hity 29. srpna ~ 4. září 2010 | "Please Don't Let Me Go" od Olly Murs             |
| "Love the Way You Lie" od Eminem featuring Rihanna | Kanadské #1 hity 18. září ~ 24. září 2010 | "I Like It" od Enrique Iglesias featuring Pitbull |